# Etclorvinol
Etclorvinol é um fármaco hipnótico-sedativo. Apresenta atividade similar aos barbitúricos além de alguma atividade relaxante muscular e anticonvulsivante. É utilizado no tratamento da insônia, sendo um agente de curta duração.

## Efeitos colaterais
- Gosto de menta na boca
- Náuseas e vômito
- Hipotensão
- Face dormente
- Ressaca